# Rich Square
Rich Square is een plaats (town) in de Amerikaanse staat North Carolina, en valt bestuurlijk gezien onder Northampton County.

## Demografie
Bij de volkstelling in 2000 werd het aantal inwoners vastgesteld op 931.
In 2006 is het aantal inwoners door het United States Census Bureau geschat op 1004, een stijging van 73 (7,8%).

## Geografie
Volgens het United States Census Bureau beslaat de plaats een oppervlakte van
7,3 km², geheel bestaande uit land. Rich Square ligt op ongeveer 21 m boven zeeniveau.

## Plaatsen in de nabije omgeving
De onderstaande figuur toont nabijgelegen plaatsen in een straal van 16 km rond Rich Square.